# Pangasius sanitwongsei
Il pangasio gigante (Pangasius sanitwongsei (Smith, 1931)) è una specie di pesce gatto diffusa in Indocina.

## Descrizione
La colorazione è grigia scura sul dorso e più chiara nella zona inferiore del corpo. Le pinne sono molto lunghe, diventando sempre più sottili man mano che si allontanano dal corpo. La massima lunghezza registrata negli adulti è di 3 m di lunghezza per 300 kg di peso.

## Biologia
Sia gli adulti che i giovani si nutrono di pesci e crostacei, abitano in fiumi profondi circondati da foreste e grossi stagni durante la stagione secca. La riproduzione avviene appena prima dell'arrivo del monsone e verso giugno i giovani raggiungono una lunghezza di 10 cm.

## Distribuzione
È riscontrabile nei bacini di Chao Phraya e Mekong in Cambogia, Cina, Laos, Thailandia e Vietnam.

## Conservazione
L'IUCN considera la specie come in pericolo critico, in quanto la popolazione è diminuita di più del 99% in tre generazioni principalmente a causa della pesca eccessiva.